# Une défense de l'avortement
 (avril 2018).
- Si vous ne connaissez pas le sujet, laissez ce bandeau (vous pouvez alors contacter les auteurs).
- Si vous supprimez le contenu mis en cause (vous pouvez préalablement contacter les auteurs),

argumentez précisément cette suppression dans la page de discussion
(un manque de référence n'est pas un argument ; une recherche réelle de référence doit avoir été effectuée, être formellement documentée).
 (avril 2018).
 (avril 2018).
Si vous disposez d'ouvrages ou d'articles de référence ou si vous connaissez des sites web de qualité traitant du thème abordé ici, merci de compléter l'article en donnant les références utiles à sa vérifiabilité et en les liant à la section « Notes et références ».

A Defense of Abortion (littéralement « Une défense de l'avortement ») est un article de philosophie morale de Judith Jarvis Thomson, publié initialement en 1971.
Commençant par avancer dans le cadre de l'argumentation que le fœtus a un droit à la vie, Thomson utilise des expériences de pensée pour affirmer que le droit à la vie du fœtus ne surpasse pas le droit à disposer de son corps et de ses fonctions vitales que possède la femme enceinte, et que l'interruption volontaire de grossesse n'est par conséquent pas moralement répréhensible. Ses arguments sont beaucoup critiqués par les deux camps du débat sur l'avortement mais continuent d'être défendus. Les exemples très parlants de Thomson et ses conclusions controversées ont fait de A Defense of Abortion sans doute « le texte le plus réimprimé de toute la philosophie contemporaine ».

## Résumé de l'article

### Le violoniste
Dans Une défense de l'avortement, Thomson avance pour les besoins de l'argumentation que le fœtus a un droit à la vie, mais défend la possibilité de l'avortement en faisant appel à une expérience de pensée:
« Vous vous réveillez le matin et vous retrouvez dos à dos dans votre lit avec un violoniste inconscient. Un célèbre violoniste inconscient. On lui a diagnostiqué une maladie des reins mortelle; la Société des Mélomanes a examiné tous les dossiers médicaux disponibles et trouvé que vous seul avez le bon groupe sanguin pour le sauver. Ils vous ont donc enlevé la nuit dernière, et le système circulatoire du violoniste a été branché au vôtre, de sorte que vos reins peuvent être utilisés pour extraire les poisons de son sang ainsi que de votre propre sang. [S'il est débranché de vous désormais, il va mourir; mais] dans neuf mois, il aura récupéré de sa maladie, et pourra en toute sécurité être débranché de vous. »
Thomson dit qu'il vous est à ce moment-là permis de vous débrancher du violoniste même si cela causera sa mort. Cela est dû aux limites du droit à la vie, qui n'inclut pas le droit d'utiliser le corps d'une autre personne. Par conséquent en débranchant le violoniste vous ne violez pas son droit à la vie, mais vous le privez simplement de quelque chose ; l'utilisation de votre corps ; sur lequel il n'a aucun droit. « Si vous lui permettez effectivement de continuer à utiliser vos reins, vous lui faites une bonté, et ce n'est pas quelque chose qu'il peut réclamer comme étant son dû ».
Pour la même raison, affirme Thomson, l'avortement ne viole pas le droit à la vie légitime du fœtus, mais prive simplement le fœtus de quelque chose—l'utilisation, qui ne fait pas consensus, du corps et des fonctions vitales de la femme enceinte ; à laquelle il n'a aucun droit. Ainsi, Thomson conclut qu'en choisissant de mettre fin à sa grossesse, une femme enceinte ne viole pas à proprement parler le droit du fœtus à la vie, mais l'empêche simplement d'utiliser son corps à elle, ce qui généralement cause la mort du fœtus.

### Participation d'un tiers – «l'enfant en expansion»
Thomson critique le procédé habituel consistant à déduire le droit d'une femme à avorter à partir du fait qu'il est acceptable qu'un tiers effectue l'avortement. Dans presque tous les cas, le droit d'une femme à avorter peut dépendre du bon vouloir du médecin à le réaliser. Si le médecin refuse, alors la femme voit son droit réfuté. Fonder le droit de la femme sur l'accord ou le refus d'un médecin, dit-elle, c'est ignorer la personne entière de la mère, et par suite, ses droits sur son corps. Thomson présente l'hypothèse de l'enfant en expansion :
« Supposez que vous vous retrouvez enfermé dans une toute petite maison avec un enfant en pleine croissance. Je veux dire une maison vraiment minuscule, et un enfant grandissant rapidement —vous êtes déjà contre le mur de la maison et dans quelques minutes, vous serez mort écrasé. L'enfant d'autre part ne mourra pas écrasé; si rien n'est fait pour arrêter sa croissance, il sera blessé, mais en fin de compte il va simplement éclater la maison et marcher dehors en homme libre. »
Thomson concède qu'un tiers ne peut en effet pas faire le choix de tuer soit la personne en train d'être écrasée soit l'enfant. Toutefois, cela ne signifie pas que la personne en train d'être écrasée ne peut pas agir pour sa propre défense et attaquer l'enfant pour sauver sa propre vie. Pour faire le parallèle avec la grossesse, la mère peut être vue comme la maison, le fœtus comme l'enfant qui grandit. Dans un tel cas, la vie de la mère est menacée, et le fœtus est celui qui la menace. Parce que la vie de la mère ne doit être menacée pour aucune raison, et que le fœtus n'a aucune raison de la menacer, les deux sont innocents, et par conséquent aucun tiers ne peut intervenir. Mais, dit Thomson, la personne menacée peut intervenir, ce qui justifie qu'une mère peut à juste titre avorter.
En poursuivant, Thomson renvoie à l'exemple de l'enfant en expansion et soulève :
« Parce que ce que nous devons garder à l'esprit, c'est que la mère et l'enfant à naître ne sont pas comme les deux locataires d'une petite maison qui a, par une erreur regrettable, été louée aux deux: la mère est la propriétaire de la maison. Le fait qu'elle le soit rend d'autant plus offensante l'affirmation que la mère ne peut rien faire, en la déduisant à partir de l'hypothèse qu'un tiers ne peut rien faire. Mais ce fait implique encore davantage: il jette une lumière vive sur l'hypothèse selon laquelle un tiers ne peut rien faire. »
Si nous disons que nul ne peut permettre à la mère d'obtenir un avortement, nous ne parvenons pas à reconnaître le droit de la mère sur son corps (ou son bien). Thomson dit que nous ne sommes pas personnellement obligés d'aider la mère, mais cela n'exclut pas la possibilité que quelqu'un d'autre peut agir. Comme Thomson le rappelle, la maison appartient à la mère; de même, le corps qui contient un fœtus appartient également à la mère.

### Grossesse résultant d'un rapport sexuel volontaire –graines de personnes
Pour illustrer un exemple de grossesse issue de rapports sexuels volontaires, Thomson présente la situation de graines de personnes :
« À nouveau, supposez que ce soit ainsi: les graines de personnes se diffusent dans l'air comme du pollen, et si vous ouvrez vos fenêtres, l'une de ces graines peut entrer et prendre racine dans votre tapis ou le rembourrage de vos meubles. Vous ne voulez pas d'enfants, donc vous réparez vos fenêtres avec des écrans de maille étroite, la meilleure que vous pouvez acheter. Comme cela peut arriver, cependant, et cela arrive en de très, de très rares occasions, l'un des écrans est défectueux; et une graine entre et prend racine. »
Ici, les graines de personne volant à travers la fenêtre représentent la conception de l'enfant malgré les précautions en matière de contraception. La femme ne veut pas qu'une graine de personne prenne racine dans sa maison, et elle prend même la mesure de se protéger, puis ouvre volontairement la fenêtre. Toutefois, dans le cas où l'une des graines passe à travers les mailles, le simple fait que la femme ait sciemment pris le risque d'un tel événement justifie-t-il qu'on lui refuse la possibilité de se débarrasser de l'intrus? Thomson note que certains pourraient justifier une réponse affirmative, en arguant que « ...après tout vous auriez pu vivre avec des sols nus et des meubles non rembourrés, ou en ayant scellé les portes et fenêtres ». Mais en suivant cette logique, dit-elle, une femme peut éviter une grossesse issue d'un viol en ayant simplement une hystérectomie – une procédure extrême juste pour se protéger contre une telle possibilité. Thomson conclut que, même s'il peut y avoir des cas où le fœtus a réellement un droit sur l'organisme de la mère, il est certain dans la plupart des cas, que le fœtus n'a pas de droit sur le corps de la mère. Cette analogie soulève la question de savoir si tous les avortements tuent injustement.

### Mises en garde
Thomson n'est pas en faveur de droits illimités à l'avortement. Elle présente l'hypothèse d'une femme qui cherche à obtenir un avortement au-delà du délai légal « juste pour éviter d'avoir à reporter un voyage à l'étranger » et juge cela « parfaitement indécent ».
Thomson rejette explicitement aussi l'affirmation selon laquelle les femmes enceintes ont le droit de tuer leur progéniture. Elle plaide pour le droit de la mère d'arrêter d'être enceinte, même si cela entraîne la mort de la progéniture, mais pas pour le droit de s'assurer que la progéniture est bien morte. Si, par exemple, un avortement tardif a pour résultat involontaire la naissance d'un bébé vivant, alors Thomson conclurait que la mère n'a pas le droit de tuer le bébé.

## Critiques
Les adversaires de l'argumentation de Thomson concèdent généralement qu'il est légitime de débrancher le violoniste, mais ne veulent pas en inférer que l'avortement est légitime en soutenant qu'il y a des différences moralement pertinentes entre le scénario du violoniste et les cas usuels d'avortement. Une exception notable à ce consensus est Peter Singer, qui dit que, malgré nos intuitions, un calcul utilitaire implique que l'on est dans l'obligation morale de rester relié au violoniste.
L'objection la plus courante est que l'argument du violoniste de Thomson ne peut justifier que l'avortement en cas de viol. Dans le scénario du violoniste, la femme a été enlevée: elle n'a pas consenti à ce qu'on lui connecte le violoniste et n'a rien fait pour provoquer cette connexion, de même qu'une femme qui est enceinte à la suite d'un viol n'a rien fait pour causer sa grossesse. Mais dans les cas usuels d'avortement, la femme enceinte a eu des rapports volontairement, et donc soit a tacitement consenti à ce que le fœtus se serve de son corps (objection du consentement tacite), soit a le devoir de nourrir le fœtus parce que la femme elle-même a mené le fœtus à avoir besoin de son corps à elle (objection de la responsabilité). D'autres objections courantes se basent sur l'affirmation que le fœtus est l'enfant de la femme enceinte, tandis que le violoniste est un étranger (objection de contre la progéniture), ou que l'avortement tue directement et intentionnellement le fœtus, alors que débrancher le violoniste le laisse simplement mourir de cause naturelle (objection  meurtre contre laisser mourir) .
Ceux qui sont en faveur de l'argumentation de Thomson  répondent que les différences entre le scénario du violoniste et les cas habituels d'avortement n'ont pas d'importance, soit parce que les facteurs auxquels les adversaires font appel ne sont pas vraiment moralement pertinents, soit parce que ces facteurs sont moralement pertinents mais ne s'appliquent pas à l'avortement de la façon que les adversaires ont avancé. Les soutiens de Thomson soulignent également que l'argument des graines de personnes est une analogie très puissante pour les cas habituels d'avortement.
L'article de Thomson, en posant le principe d'une justification morale de l'avortement, même si l'on accorde au fœtus un droit à la vie, a ouvert une nouvelle voie dans le débat philosophique sur l'éthique de l'avortement. Les opposants à son point de vue ont formulé de nombreuses objections à son argumentation, et les soutiens ont répondu de la même façon, dans un va-et-vient qui se poursuit dans les revues de philosophie encore aujourd'hui.